# 전설의 스타피 2
전설의 스타피 2(일본어: 伝説のスタフィー2 덴세츠노 스타휘 츠[*])는 토세에서 개발하고 닌텐도에서 2003년 9월에 출시한 비디오 게임으로, 전설의 스타피의 2번째 작품이다.